# Víctor Benítez
Víctor «Conejo» Benítez Morales (Lima, 30 de octubre de 1935 - Milán, 11 de julio de 2022)  fue un futbolista peruano. Reconocido como un ídolo del AC Milan. Se desempeñaba inicialmente en la posición de defensa lateral y luego destacó como volante central. Lució su fútbol en el Perú, Argentina e Italia, en todos los casos como titular indiscutible. Destacó a nivel continental a inicios de la década de 1960 y durante gran parte de la misma a nivel europeo. Siendo considerado uno de los mejores mediocampistas defensivos del mundo.
Vistió las camisetas peruanas de Alianza Lima y Sporting Cristal y en el extranjero de Boca Juniors de la primera división de Argentina, AC Milan de la Serie A de Italia, entre otros importantes equipos de Europa. 
Benítez era un defensa y volante muy polifuncional, desde muy joven demostró sus cualidades con el balón, caracterizándose por su habilidad, dinámica, buena marca, excelente calidad técnica y gran despliegue. Junto con Juan Joya, Loayza, Juan Seminario y otras figuras, formó parte de la importante generación de futbolistas peruanos que se destacó fuera del Perú (sufriendo el veto a su seleccionado nacional) y que antecedió a la notable generación peruana de los años 70. Es el primer peruano en ganar la UEFA Champions League y el único peruano que marcó un gol en un superclásico argentino, Boca-River, y el derbi de Milán, Milán-Inter.
Debutó profesionalmente con Alianza Lima en 1953 y estalló rápidamente como figura a mediados de los años 50 y tuvo excelentes actuaciones en las ediciones de la Copa América de 1957 y 1959. Tras ello, en 1960, dio el salto al extranjero siendo contratado por Boca Juniors y allí destacó como volante central mixto ganando el campeonato argentino en 1962. Sus muy buenas actuaciones en Argentina le valieron firmar contrato con AC Milan, el gigante italiano. Como titular fijo en el mediocampo, ganó la Copa de Europa de la temporada 1962-63 frente al Benfica y luego cayó en la Copa Intercontinental ante el Santos de Pelé por la mínima en un partido polémico, pero él individualmente fue un destacado. En Italia se hizo de una fuerte reputación, en su etapa exitosa por el calcio fue considerado en su momento por la prensa italiana el mejor jugador del mundo en su puesto, la AS Roma lo adquirió en 1964 mostrando muy regulares performances, luego pasó por Venezia (donde fue capitán), volvió a otro gigante como Inter de Milán y también tuvo un segundo paso por la AS Roma, cuando ganó la Copa Italia. Regresó al Perú para jugar por Sporting Cristal a inicios de los años 70 y allí cerró una carrera siempre prolija. 
Falleció el 11 de julio del 2022 por causas naturales a los 86 años de edad.

## Trayectoria

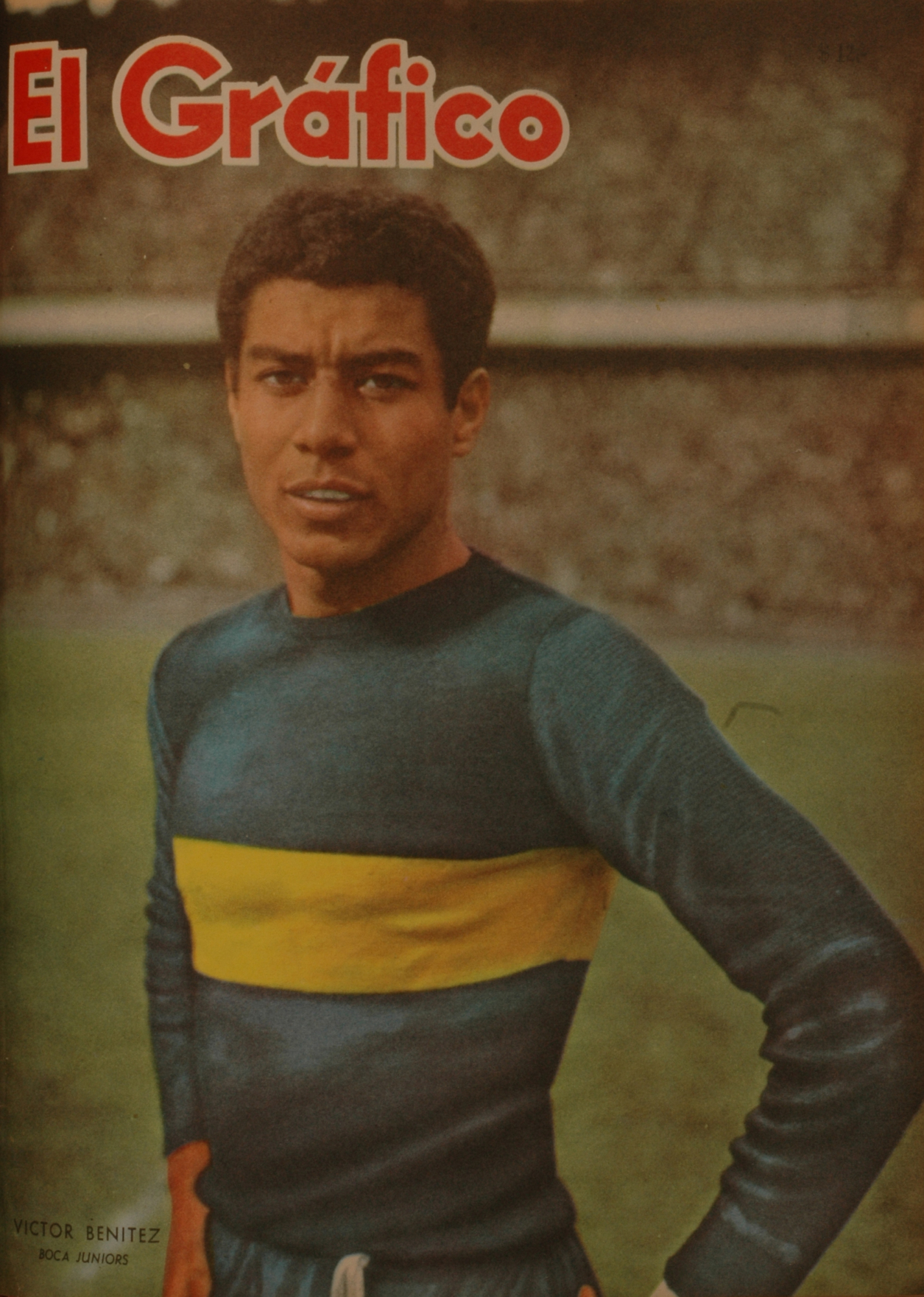
Benítez en 1961

### Inicios (1954-1959)
Se inició en Alianza Lima y campeonó en la primera división del Perú en 1954 y 1955. Sus grandes actuaciones le valieron para ser convocado a la selección nacional. Destacó en los campeonatos sudamericanos de 1957 en Lima y especialmente en el de Buenos Aires en 1959, donde comandó la zaga del combinado nacional que le ganó por 5-3 a Uruguay y empató 2-2 en un partido memorable con Brasil que venía de ser campeón mundial en Suecia 58. 
«Benítez, el gigante de Núñez» destacó en una crónica peruana, el periodista Pocho Rospigliosi, agregando que en aquella ocasión «jugó en forma maravillosa. Desde el primer minuto… estuvo genial en los rechazos, en la entrada de cabeza, en la anticipación. Fauleó cuando fue necesario y cosechó los mejores aplausos de la noche. Nos lo había dicho Brandao, el entrenador del Palmeiras en Lima, Benítez es el mejor jugador del fútbol peruano. Y el Conejo lo confirmó frente a los campeones mundiales en cancha de River». 
La prensa argentina también quedó deslumbrada anotando que Benítez «es saltarín, su fuerte radica en el juego alto, pero no le falta entereza para las acciones rasantes dentro del área». Después de anular las incursiones de Didí y Pelé, el arribo del peruano al fútbol platense era solo cuestión de tiempo.

### Boca Juniors
Luego de sus buenas actuaciones con la selección de fútbol del Perú en la Copa América de 1957 y 1959, ficha por el Boca Juniors, su pase fue un acontecimiento, causó revuelo en los corrillos deportivos peruanos. El diario La Crónica envío al periodista Santiago Ferrando a Buenos Aires para que cubra todos los detalles de la firma del contrato entre el club xeneize y el jugador el 3 de marzo de 1960. Allí el presidente de Boca Juniors, Alberto J. Armando, le dijo al cronista limeño que conocía a Benítez porque a él le enviaban todos los días la 3.ª de La Crónica «y para que vea que no es mentira aquí están» y en plena conferencia sacó ediciones pasadas del diario. «¿Por qué cree que contrate al Conejo como ustedes le dicen a Benítez?», preguntó. Y terminó rematando: «A Boca le hacen falta jugadores de la calidad del peruano». 
El presidente de Boca Juniors tenía tanta confianza en Benítez, entonces de 24 años, que no dudó en pagar 1 250 000 pesos por su pase al tiempo de advertir que el peruano pasaba a ser uno de los futbolistas mejores pagados de la Argentina con una magnífica escala de premios.
«He sido el primer sorprendido con que Boca se interese por mi pase. Sé que aquí existen zagueros extraordinarios. Haré todo lo posible para alcanzar su línea de eficacia», declaró Benítez. Y vaya que así fue.
El debut del peruano se dio tres días después ante Independiente en cancha de Huracán con sesenta mil espectadores en las tribunas. Compartió equipo con Roma, Heredia, Isella y el gran Antonio Ubaldo Rattín, entre otros. Ese día Boca ganó 2-0 y el Conejo se metió al bolsillo a dirigentes, a compañeros de equipo y se ganó el aplauso de la hinchada. «¡Qué rapidez!», «es valiente el pibe» y «el peruano será sensación», comentaron los entendidos.
Lo cierto es que el Conejo no defraudó. Jugador versátil, de ida y vuelta, como defensa o volante, de 2 o de 6, fue figura en el xeneize. Salió en portadas de El Gráfico y con el popular club del barrio de La Boca se coronaría campeón del campeonato argentino de 1962, destacándose como volante central. Ese año, directivos italianos fueron a ver a Rattín y terminaron llevándose al peruano que enrumbaría en noviembre a Europa para enrolarse en el poderoso AC Milan. En Boca Juniors, disputó setenta partidos y convirtió seis goles.

### Éxito y regularidad en Italia

Final de la Champions League 1962-1963

Luego del éxito en Argentina, es fichado por el AC Milan, convirtiéndose en el primer peruano en fichar por el club rojinegro. Aquel año llegó al fútbol italiano enrolándose al AC Milan, club en el que brilló al lado de figuras de la talla de Cesare Maldini, Gianni Rivera y José Altafini. 
En Italia, donde los niños tienen escuela y sueñan con ser defensas, Víctor Benítez se atrevió durante casi una década a resolver como un titán y salir airoso frente a fenómenos del gol como Gigi Riva y Enrique Omar Sivori. La página digital Magliarossonera recoge una cita de la publicación «La gran historia de Milán» que destaca el paso de Benítez en el club lombardo como un «mediocampista de gran vitalidad, fuerte, ecléctico, incansable y trabajador. Protege al mediocampista de buenos pies, Rivera y Sani, y se beneficia de los oponentes más peligrosos». Tal vez por eso los rossoneri lo llamaron Il peruviano di fuoco, es decir, el peruano de fuego.
En 1963 Benítez obtuvo el logro más importante de su carrera al ganar la Copa de Campeones de Europa, antecesora de la Liga de Campeones (UEFA Champions League). El 22 de mayo, en el estadio de Wembley, el peruano cumplió con la tarea de anular a Eusebio, la pantera de Mozambique, el mejor jugador del mundo en ese tiempo. Fue figura del AC Milan que derrotó 2-1 al favorito Benfica y puso fin a la hegemonía ibérica en el fútbol europeo.
Para el equipo rossonero ganar un título europeo era una deuda pendiente desde 1958, cuando había perdido la final ante el Real Madrid de Di Stéfano. La directiva milanista, en aras de motivar lo más posible a su plantel, ofreció un premio de 500 liras (1400 dólares de la época) a cada jugador si se lograba conquistar el título.
El partido se jugó en el estadio de Wembley en Londres y terminó 2-1 a favor del cuadro italiano.
El encuentro —arbitrado por el réferi inglés Arthur Holland— fue cuesta arriba para Benítez y compañía, tras el gol tempranero (min. 18) de Eusébio (considerado el mejor jugador del mundo), con un remate de 25 metros que sorprendió al meta Ghezzi. Sin embargo, Nereo Rocco sacudió a los once jugadores rossoneri y para el segundo tiempo fue otro el panorama. Soportado por el equilibrio defensivo de Maldini, Benítez y Trapattoni, Gianni Rivera empezó a juntarse con Sani y Pivatelli para armar jugadas de peligro en el arco lusitano, defendido por Costa Pereira. Festeja Benítez —a la derecha— con sus compañeros luego del segundo tanto marcado por Altafini Pero la tarde era para el delantero brasileño José Joao Altafini. Logró anotar los dos goles (mins. 58 y 66, el segundo tras gran corrida individual) para la remontada de rigor, con lo que el triunfo y el título se fueron al norte de Italia.
Aquel año el AC Milan terminó tercero en la Liga de Italia y Benítez anotó un gol en la campaña. Posteriormente, perdió la final de la Copa Intercontinental ante el poderoso Santos FC de Pelé. En el encuentro de ida, jugado en Italia, vencieron los locales 4-2, y en el de vuelta los brasileños por el mismo marcador. En el desempate, el Santos FC derrotó 1-0 al AC Milan.
En Italia se hizo de una fuerte reputación, en su etapa exitosa por el calcio fue considerado por la prensa italiana el mejor jugador del mundo en su puesto, en 1965 la AS Roma lo ficha logrando buenas actuaciones, luego pasó por Venezia Football Club donde llegó a ser capitán.

#### Gira con el Nápoles
La alta estima que se le tenía al «Conejo» Benítez en Perú se mantuvo intacta aún pese a su ausencia, pues luego de brillar en el Sudamericano de 1959 en Buenos Aires, partió hacia Argentina contratado por Boca Juniors. Luego, se marchó a Italia para jugar por el Milan y no se volvió a presentar en suelo peruano sino hasta el 11 de junio de 1967, cuando el Nápoles realizó una gira y lo trajo como refuerzo.
El primer partido lo disputó ante Alianza Lima, club que para ese encuentro se vio obligado a reincorporar como entrenador al brasileño Jaime de Almeyda tras la renuncia del griego Dan Georgiadis. La expectativa era alta sobre el once blanquiazul, pues en las semanas previas había ganado de forma sucesiva a Flamengo de Brasil, Millonarios de Colombia, Independiente de Argentina y a Sheffield United de Inglaterra.
El choque de fuerzas, sin embargo, resultó muy disparejo, pues el Nápoles jugó prácticamente a voluntad sobre la cancha del estadio Nacional. Así fue que apenas en el minuto 5 se abrió el marcador por medio de Sívori, quien cogió un pase del brasileño José Altafini —campeón del mundo con Brasil en 1958— para vencer a Rodolfo Bazán que había quedado descolocado tras un remate previo.
Pasaron veinte minutos y nuevamente el «Cabezón» Sívori marcó sobre la valla aliancista, esta vez al coger dentro del área un mal rechazo del golero íntimo. Al llegar al complemento, Alianza intentó reaccionar en el campo, pero el envión anímico solo le duró quince minutos, ya que ni Víctor Zegarra ni Teófilo Cubillas o Pedro «Perico» León —jugadores peruanos destacados de los años 70— atinaron a juntar su juego en ataque.
Todo se acabó para el local en el minuto 60, momento en el que Benítez surgió en el mediocampo como una imparable máquina de driblear rivales: el Conejo se deshizo de forma sucesiva de Sánchez, Elgar Baeza, Orlando Lavalle y de Bazán para quedar frente al arco y marcar el tercer tanto. Aquel gol opacó todo lo hecho por el conjunto italiano hasta entonces, incluso el descuento logrado por Rodolfo Guzmán a falta de nueve minutos pasó casi desapercibido al lograr el 1-3 final.
Tres días después los azzurri enfrentaron también a Sport Boys, al que batieron 1-2 antes de dejar Lima con rumbo a Ecuador. Para Benítez, aquel fue un pasaje breve en su carrera, pues para la temporada 1967-68 fichó por otro gigante de Europa como Inter de Milán dirigido por Helenio Herrera.

### Últimos años y retirada (1968-1972)
Tuvo un segundo paso por la AS Roma (1968-1970), cuando ganó la Copa Italia en 1969. Finalmente, regresó a Perú para jugar por Sporting Cristal en 1971, allí cerró una carrera siempre prolija como campeón nacional en 1972.
Lo increíble es que en Perú realmente no es una celebridad: una época más limitada en medios de comunicación le brindó una menor popularidad. Pero, en Italia, específicamente en Milán, el Conejo sí que tiene su historia.

## Selección Peruana
Víctor «Conejo» Benítez mientras estuvo actuando en Alianza Lima defendió los colores de la selección peruana. Tuvo buenas actuaciones en las ediciones de la Copa América de 1957 y 1959, precisamente por eso el Boca Juniors se fijó en él y lo llevó a Argentina.
Lamentablemente cuando se fue a jugar a Europa, el técnico de la selección peruana en ese entonces, Marcos Calderón, y la Federación Peruana de Fútbol, con su política de no llamar a los futbolistas peruanos que actuaban en el extranjero, no lo convocaron para las eliminatorias del Mundial de Chile 62 e Inglaterra 66. El Conejo, junto con otros cracs como Miguel Loayza, Juan Seminario, Juan Joya, no fueron considerados.

### Participaciones en Copas América
| Copa                         | Sede      | Resultado    | PJ | Goles |
| ---------------------------- | --------- | ------------ | -- | ----- |
| Campeonato Sudamericano 1957 | Perú      | Cuarto lugar | 1  | 0     |
| Campeonato Sudamericano 1959 | Argentina | Cuarto lugar | 6  | 0     |

## Homenaje del AC Milan
En abril del 2016, el club rossonero realizó un homenaje a las estrellas que conquistaron la primera orejona de Champions League en su historia. En ese equipo estuvo Benítez, quien tomó el vuelo hasta Milán y formó parte de este acto.
El peruano recibió el reconocimiento y homenaje por su extraordinaria actuación en esa final donde le tocó anular al gran delantero Eusebio y recordado por los hinchas por su paso exitoso en el club rossonero que defendió por cuatro años.
El Conejo, como le decían en su época de futbolista, fue reconocido en cada esquina y en cada restaurante que visitó. Al llegar a Casa Milán (sede del club) fue recibido por el vicepresidente Adriano Galliani y por el histórico jugador Franco Baresi, quien detuvo una entrevista para saludar al peruano y elogiándolo por ser pieza clave en la primera orejona de Champions League del Milan.
El momento más esperado, fue cuando Benítez llegó al Estadio San Siro y se presentó ante 80 mil espectadores. El exjugador de Boca Juniors escuchó a los tifosi corear su nombre durante el entretiempo de un partido ante la Juventus.
En una de las tribunas del estadio, se aprecia a un emocionado Benítez observando una banderola gigantesca dedicada a él.
No hay duda de que el Conejo fue un jugador de talla mundial.

## Clubes

### Como futbolista
| Club             | País      | Año       |
| ---------------- | --------- | --------- |
| Alianza Lima     | Perú      | 1954-1959 |
| Boca Juniors     | Argentina | 1960-1962 |
| AC Milan         | Italia    | 1962-1965 |
| AS Roma          | Italia    | 1965-1966 |
| Venezia          | Italia    | 1966-1967 |
| Inter de Milán   | Italia    | 1967-1968 |
| AS Roma          | Italia    | 1968-1970 |
| Sporting Cristal | Perú      | 1971-1972 |

### Como entrenador
| Club    | País | Año  |
| ------- | ---- | ---- |
| C. N. I | Perú | 1980 |

## Estadísticas
Datos actualizados al fin de la carrera deportiva.
| Alianza Lima · Perú |               |               |     |    |    |   |   |    |     |    |
| 1.ª | 1954          | 4             | 0   | -  | -  | - | - | 4  | 0   |    |
| 1.ª | 1955          | 3             | 0   | 2  | 1  | - | - | 5  | 1   |    |
| 1.ª | 1956          | 13            | 0   | 3  | 0  | - | - | 16 | 0   |    |
| 1.ª | 1957          | 22            | 1   | 1  | 0  | - | - | 22 | 1   |    |
| 1.ª | 1958          | 14            | 0   | -  | -  | - | - | 14 | 0   |    |
| 1.ª | 1959          | 19            | 3   | -  | -  | - | - | 19 | 3   |    |
| Total club | Total club    | 75            | 4   | 6  | 1  | 0 | 0 | 81 | 5   |    |
| Boca Juniors Argentina |               |               |     |    |    |   |   |    |     |    |
| 1.ª | 1960          | 28            | 2   | -  | -  | - | - | 28 | 2   |    |
| 1.ª | 1961          | 30            | 4   | -  | -  | - | - | 30 | 4   |    |
| 1.ª | 1962          | 12            | 1   | -  | -  | - | - | 12 | 1   |    |
| Total club | Total club    | 70            | 7   | 0  | 0  | 0 | 0 | 70 | 7   |    |
| AC Milan · Italia |               |               |     |    |    |   |   |    |     |    |
| 1.ª | 1962-63       | 16            | 1   | 1  | 0  | 4 | 0 | 21 | 1   |    |
| 1.ª | 1963-64       | 18            | 3   | -  | -  | - | - | 18 | 3   |    |
| 1.ª | 1964-65       | 26            | 1   | 1  | 0  | - | - | 27 | 1   |    |
| Total club | Total club    | 60            | 5   | 2  | 0  | 4 | 0 | 66 | 5   |    |
| AS Roma · Italia |               |               |     |    |    |   |   |    |     |    |
| 1.ª | 1965-66       | 10            | 1   | 3  | 0  | - | - | 13 | 1   |    |
| 1.ª | 1968-69       | 8             | 0   | 2  | 0  | - | - | 10 | 0   |    |
| 1.ª | 1969-70       | 7             | 0   | 3  | 0  | - | - | 10 | 0   |    |
| Total club | Total club    | 25            | 1   | 8  | 0  | 0 | 0 | 33 | 1   |    |
| Venezia · Italia |               |               |     |    |    |   |   |    |     |    |
| 1.ª | 1966-67       | 23            | 6   | 1  | 0  | - | - | 24 | 6   |    |
| Total club | Total club    | 23            | 6   | 1  | 0  | 0 | 0 | 24 | 6   |    |
| Inter de Milán · Italia |               |               |     |    |    |   |   |    |     |    |
| 1.ª | 1967-68       | 9             | 1   | 6  | 0  | - | - | 15 | 1   |    |
| Total club | Total club    | 9             | 1   | 6  | 0  | 0 | 0 | 15 | 1   |    |
| Sporting Cristal · Perú |               |               |     |    |    |   |   |    |     |    |
| 1.ª | 1971          | 27            | 2   | -  | -  | 3 | 0 | 30 | 2   |    |
| 1.ª | 1972          | 15            | 1   | -  | -  | - | - | 15 | 1   |    |
| Total club | Total club    | 42            | 3   | 0  | 0  | 0 | 0 | 45 | 3   |    |
| Total carrera | Total carrera | Total carrera | 304 | 27 | 28 | 1 | 9 | 0  | 341 | 28 |
| (1) Incluye datos de la Copa de Ferias, Copa Italia. (2) Incluye datos de la Copa Libertadores, Copa Intercontinental, Copa Interamericana, Copa UEFA. (3) No incluye goles en partidos amistosos. |               |               |     |    |    |   |   |    |     |    |

### Resumen estadístico
| Competición           | Partidos | Goles | Promedio |
| --------------------- | -------- | ----- | -------- |
| Primera División      | 304      | 27    | 0,09     |
| Copas nacionales      | 28       | 1     | 0,04     |
| Copas internacionales | 9        | 0     | 0,00     |
| Amistosos             | 62       | 2     | 0,03     |
| Selección adulta      | 11       | 0     | 0,00     |
| Total                 | 414      | 30    | 0,08     |

## Palmarés

### Campeonatos nacionales
| Título                         | Club             | País      | Año  |
| ------------------------------ | ---------------- | --------- | ---- |
| Primera división               | Alianza Lima     | Perú      | 1954 |
| Primera división               | Alianza Lima     | Perú      | 1955 |
| Campeonato de Primera División | Boca Juniors     | Argentina | 1962 |
| Serie A                        | AC Milan         | Italia    | 1964 |
| Copa de Italia                 | AS Roma          | Italia    | 1969 |
| Primera división               | Sporting Cristal | Perú      | 1972 |

### Campeonatos internacionales
| Título                       | Club     | Sede Final | Año  |
| ---------------------------- | -------- | ---------- | ---- |
| Liga de Campeones de la UEFA | AC Milan | Londres    | 1963 |

## Comentarios
El «Conejo» era un muchacho moreno, de ojos claros, de hablar suave, con nervio de acero y gran velocidad.
Pocho Rospigliosi, 1982

Benítez demostró tener sentido de juego, autoridad, determinación y disciplina técnica. Era un combatiente nato.
Adriano Galliani, 2016

El mejor jugador peruano de la historia es el «Conejo» Benítez.
Ramón Mifflin, 2020